# Nick Ceroli
Nick Ceroli (* 22. Dezember 1939 in Warren, Ohio; † 11. August 1985 in Los Angeles) war ein US-amerikanischer Jazz- und Studio-Schlagzeuger.
Ceroli spielte während seiner Highschoolzeit im All State Orchestra in Columbus und erhielt ein Stipendium zum Studium am Cincinnati Conservatory of Music. 1958/59 ging er mit Ralph Marterie auf Tournee. Anschließend arbeitete er bei Ray Anthony (1960/61). Er zog dann nach Los Angeles, um in den dortigen Studios zu arbeiten; daneben spielte er in den Bands von Gerald Wilson, Stan Kenton (1965), Benny Goodman oder Les Brown. 1963 war er Studiomusiker für Ann Richards. 1966 wurde er Mitglied von Herb Alperts Tijuana Brass, bis die Gruppe sich 1969 auflöste. Für Alpert komponierte er Wind Song, der auch von Wes Montgomery gecovert wurde.
Anfang der 1970er Jahre arbeitete er in der Merv Griffin Show und in der Tonight Show. Dann gründete er eine Schallplatten-Produktionsfirma, bei der mehrere Singles sowie ein Album erschienen, und war Begleitmusiker für Künstler wie Peggy Lee, Jack Jones, Steve Lawrence,  Vikki Carr, Irene Kral, David Allen, Joe Williams und Julie Andrews. Ceroli ist außerdem zu hören bei Aufnahmen von Zoot Sims/Al Cohn, Bob Florence (Concerts By The Sea, 1979), Mundell Lowe, Art Pepper, Jack Sheldon, Don Menza, Alan Broadbent, Bill Holman, Ross Tompkins, Ray Brown, Milt Jackson, Pete Christlieb/Warne Marsh (Apogee 1978), Bill Berry, Richie Kamuca und Cleo Laine/Dudley Moore (Smilin' Through ). Zu hören war er u. a. auch auf Dave Frishbergss Album You’re a Lucky Guy (1978). Er unterrichtete an der Dick Grove Music School.